# Trièdre

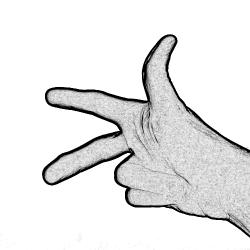
Règle générale de la main droite :
pouce index = majeur.

En géométrie dans l'espace, un trièdre est la donnée de trois plans deux à deux sécants selon trois droites (ou axes), lesquelles sont orientées et en général ordonnées. Un trièdre rectangle est un trièdre dont les trois axes (et les trois plans) sont deux à deux perpendiculaires. On parle parfois de trièdre orthonormé pour désigner une base orthonormée.
La règle de la main droite permet de retrouver les axes X, Y et Z d'un trièdre direct.
Trois plans qui passent en un même point divisent l'espace en huit angles trièdres deux à deux opposés par le sommet. 
Deux trièdres semblables sont nécessairement égaux, ce qui n'est pas le cas de deux triangles semblables.